# Britisches Englisch
Britisches Englisch (British English; kurz BE oder BrE) ist die Bezeichnung für die Varietät der englischen Sprache, wie sie auf den britischen Inseln gesprochen und unter der Bezeichnung British Standard English als Schriftsprache Verwendung findet.
Der Ausdruck Britisches Englisch ist mehrdeutig und wird je nach Kontext unterschiedlich verwendet und verstanden. So kann er sich auf die Sprache Englands, die Sprache Großbritanniens oder die Sprache der britischen Inseln beziehen. Schließlich wird britisches Englisch gelegentlich auch nur auf die Schreibweisen englischer Wörter bezogen, wie sie in britischen im Gegensatz zu amerikanischen Wörterbüchern festgelegt ist. Häufig ist mit britischem Englisch die englische Sprache in Großbritannien gemeint, gelegentlich auch nur die Sprache Englands, da sich irisches Englisch und schottisches Englisch inzwischen als eigenständige Varianten des Englischen etabliert haben.
Britisches Englisch unterscheidet sich von anderen Varianten der englischen Sprache – wie etwa dem amerikanischen Englisch – durch eine eigene Aussprache sowie Eigenheiten in Vokabular und Grammatik. Vor allem die prestigeträchtige Standardaussprache Großbritanniens, die Received Pronunciation (RP), wird in vielen Ländern in den Medien und im Bildungswesen verwendet. In Großbritannien wird RP jedoch nur von wenigen Sprechern verwendet, denn die meisten Briten haben einen regionalen Akzent. Charakteristisch für das britische Englisch sind ferner der Wortschatz, so findet man z. B. britisch chips vs. French fries im amerikanischen Englisch.

## Klassifikation
Zusammen mit anderen nationalen Varianten des Englischen wie etwa dem amerikanischen Englisch, dem irischen Englisch oder dem neuseeländischen Englisch wird das britische Englisch als Varietät der englischen Sprache bezeichnet. Das britische Englisch zählt zu den Varietäten des Englischen, die in der Regel die Muttersprache ihrer Sprecher sind. Andere Varietäten wie etwa das indische Englisch sind zwar offizielle Sprachen ihres Landes und kommen in Verwaltung und im Bildungsbereich zum Einsatz, sind aber häufig die Zweitsprachen der meisten Sprecher.
Das britische Englisch ist zusammen mit dem amerikanischen Englisch eine Hauptvarietät des Englischen. Entweder britisches oder amerikanisches Englisch wird in vielen Ländern, z. B. in der Karibik, Afrika oder Hong Kong, als Norm betrachtet.

## Geschichte
Die Ursprünge des Englischen in Großbritannien gehen auf das 7. Jahrhundert zurück, als die germanischen Stämme der Angeln, Sachsen und Jüten vom europäischen Festland nach England übersetzten und Teile Englands eroberten. Die Sprache der germanischen Eroberer verdrängte die Sprache der ursprünglich keltisch sprechenden Ureinwohner. Die Sprache zu dieser Zeit wird als Altenglisch bezeichnet, tatsächlich handelt es sich aber um eine Reihe von Dialekten. Die germanische Sprache des Altenglischen veränderte sich mit der Eroberung Englands 1066 durch die französischen Normannen, denn mit dem Einfluss der Französisch sprechenden Oberschicht gelangten viele Worte aus dem Französischen in den englischen Wortschatz, weshalb man etwa ab 1100 von der mittelenglischen Sprachperiode spricht. In der mittelenglischen Zeit ist das Englische die Sprache der unteren sozialen Schichten und zeichnet sich durch viele regionale Varianten aus, ohne dass es einen landesweiten Standard gab. Erst um 1500 sind erste Standardisierungstendenzen zu beobachten, als das Englische zunehmend das Französische und Lateinische wieder aus den Bereichen Gerichtsbarkeit, Regierung, Verwaltung und Bildung verdrängte. In der frühneuenglischen Zeit ab 1500 etablierte sich zunehmend ein Standard, dessen Aussprache und Schreibung hauptsächlich aus der südenglischen Region um London ausging. Mit der Einrichtung eines staatlichen Schulsystems im 19. Jahrhundert setzte sich ferner eine überregionale Standardaussprache durch, die Received Pronunciation.
Das moderne Englisch verbreitete sich durch Auswanderung und Kolonialisierung weltweit. In Ländern wie den Vereinigten Staaten von Amerika, Kanada oder Australien wurde das Englische Landessprache und wird von der Mehrheit der Bevölkerung gesprochen. Diese Landessprachen werden als eigene Varietäten der englischen Sprache betrachtet. In Abgrenzung zu z. B. der Varietät des amerikanischen Englisch wird das Englische, das in Großbritannien gesprochen wird, als britisches Englisch bezeichnet. Der Ausdruck Britisches Englisch findet sich ab dem 19. Jahrhundert; ein erster Beleg datiert nach dem Oxford English Dictionary aus dem Jahr 1869.

## Geografische Verteilung
Durch seine über 1500 Jahre lange Geschichte zeichnet sich das britische Englisch durch eine besonders große regionale und soziale Variation aus, was es von jüngeren Varianten des Englischen wie dem australischen Englisch unterscheidet, das aufgrund seiner kürzeren Geschichte wesentlich homogener ist. Dabei kann man zwischen traditionellen Dialekten unterscheiden, die heute hauptsächlich nur noch von älteren Leuten in ländlichen Gegenden gesprochen werden, und den heutigen modernen Dialekten, die von den meisten Sprechern auf den britischen Inseln gesprochen werden. Unter den traditionellen Dialekten gibt es auch einige urbane Dialekte; besondere Bekanntheit auch außerhalb Englands haben das Geordie in Newcastle und das Cockney in London erlangt.

### Dialekte, Regiolekte und Soziolekte

#### Britische Regiolekte des Englischen

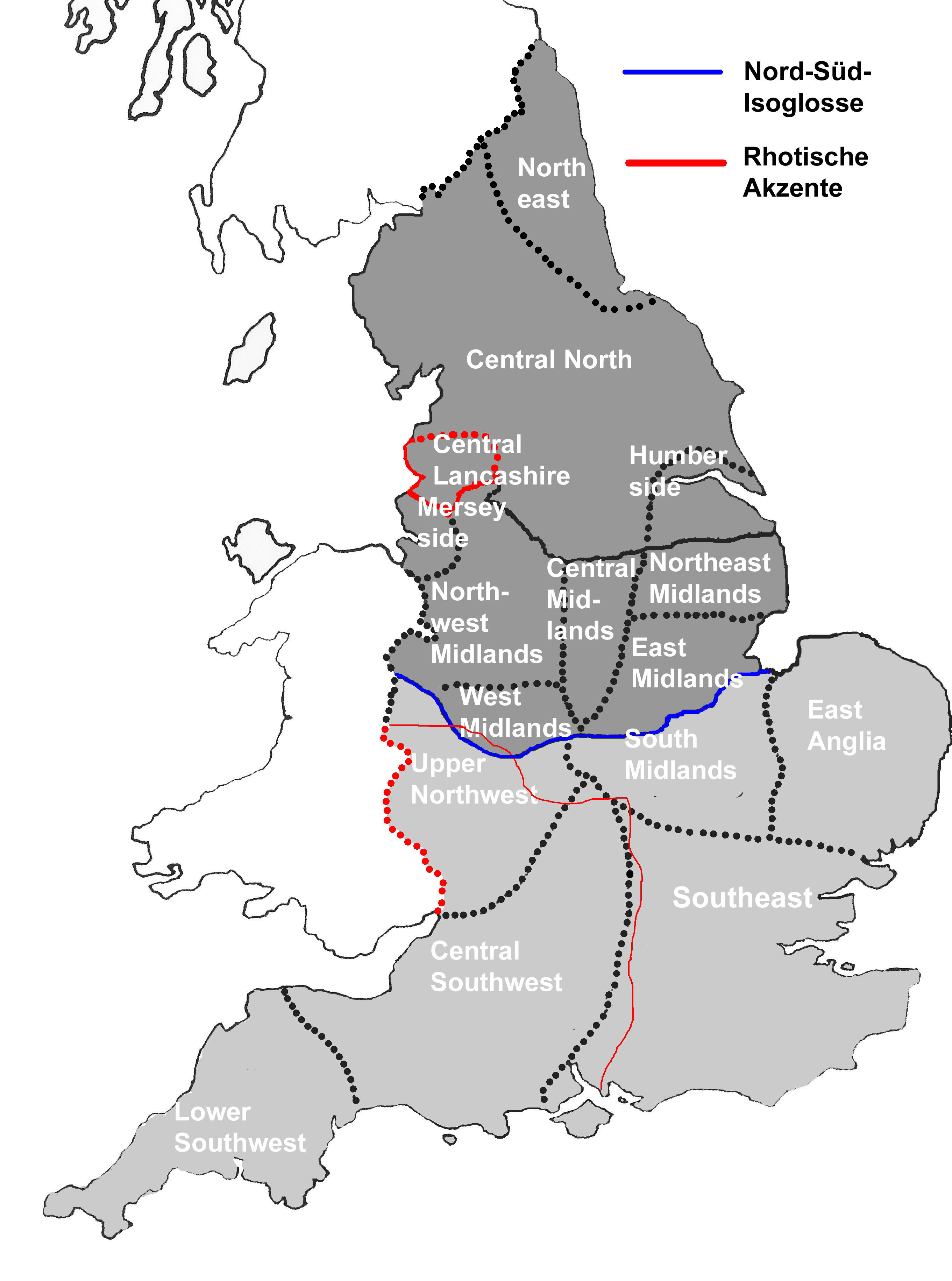
Geographische Gliederung der Regiolekte in England

Die heutigen englischen Regiolekte lassen sich grob in eine nördliche und eine südöstliche Großvariante einteilen. Der Norden umfasst die nördlichen Regionen Englands von der Grenze zu Schottland bis zu den West und East Midlands. Die South Midlands, East Anglia und der Südosten Englands einschließlich der Region um London wird von der südlichen Großvariante dominiert. Ferner kann man noch von einer westlichen Variante sprechen, die Lancashire sowie den südlichen Westen bis nach Cornwall umfasst.
Kennzeichen der nördlichen Regiolekte (Midlands, North) ist die Aussprache des im Süden Englands üblichen Lautes /⁠ʌ⁠/ wie beispielsweise in but, cut als /⁠ʊ⁠/ und [⁠æ⁠] wie beispielsweise in back, sad als [⁠a⁠]. Der Westen zeichnet sich weitestgehend dadurch aus, dass das r in allen Positionen gesprochen wird (sogenannte rhotische Akzente).
Abgrenzen von diesen regionalen Dialekten in England muss man das Scots und das schottische Englisch, das in Schottland gesprochen wird und häufig als eigene nationale Variante des Englischen klassifiziert wird. Das irische Englisch, das in eine nordirische und südirische Hauptvariante unterschieden wird, zählt nicht zum britischen Englisch, sondern ist eine eigene Varietät des Englischen.

#### Regionen traditioneller Dialekte in England
Hinweis: Die Aktualität ist nicht gewährleistet, bei den kursiven Einteilungen handelt es sich um je eine Kategorie.
Eine Gruppe von Dialekten wird mit Northumberland zusammengefasst, obwohl auch Gebiete in Schottland dabei sind.
Eine weitere heißt Lower North, reicht ebenfalls bis Schottland.
Lancashire weist Unterschiede mit den erstgenannten auf.
South Yorkshire sowie Lincolnshire hat relative Ähnlichkeit mit dem Lower North. Teile des Lincolnshire weisen starke Ähnlichkeit mit Leicestershire auf.
Staffordshire, wozu auch Gebiete in Wales gezählt werden, weist Gebiete mit Ähnlichkeiten zu Lancashire sowie andere mit Ähnlichkeiten Leicestershire auf.
Northern Southwest, der auch Gebiete in Wales umfasst und Eastern Southwest sind recht ähnlich.
Western Southwest ist distinkt.
Central East und die Eastern Counties sind relativ ähnlich. Der Southeast unterscheidet sich davon deutlich.

#### Soziolekte
Neben regionalen Dialekten kann man im britischen Englisch auch eine große soziale Variation beobachten. Häufig überlappen sich regionale und soziale Varianten: Dialektgebrauch ist eher mit niedrigem sozialen Status assoziiert. Beispiel für einen Soziolekt, der auf eine Region beschränkt ist, ist das Cockney, das Englisch der Londoner Arbeiterklasse.
Obwohl eine große Mehrheit der Briten einen regionalen Akzent hat, gilt dialektale Sprechweise häufig als ein Makel. Die Mundart verriet „Unbildung“ und galt als Hindernis im gesellschaftlichen Fortkommen. So zeigten Experimente, dass Sprecher der Received Pronunciation (RP) intelligenter, fleißiger und selbstbewusster als Nicht-RP-Sprecher bewertet werden, sogar von Nicht-RP-Sprechern selbst. Auch die Aussprache eines Schülers hat einen signifikanten Einfluss auf die Bewertung durch Lehrer und damit seinen Schulerfolg. Es gibt einige Indizien, dass sich die Einstellung gegenüber regionalen Akzenten seit dem Anfang des 20. Jahrhunderts geändert hat, allerdings gibt es immer noch verbleibende Vorurteile.
Auch bestimmte Färbungen des Queen’s English, King’s English oder Oxford English sind Soziolekte der Oberschicht (siehe unten: Received Pronunciation).

#### Slang
Slang ist eine Bezeichnung für eine „nachlässige Umgangssprache“, speziell im anglo-amerikanischen Raum. Ihm entspricht das französische Argot. Der Ausdruck Slang ist nicht eindeutig definiert, häufig wird mit Slang auch Vulgärsprache, Gaunersprache oder Cant, Jargon und Substandard-Sprache assoziiert. Je nach Kontext wird Slang nicht nur für eine sehr informelle Umgangssprache, sondern auch als eine Bezeichnung für Gruppen- oder Sondersprache oder Soziolekt verwendet.
Vulgärsprache findet man in allen Sprachen, schon im Latein der Römerzeit findet man dazu Belege, aber im Vergleich zum heutigen Slang ist Vulgärsprache auf wenige Ausdrücke beschränkt. Der Ausdruck Slang hat sich zunächst für die englische Sprache etabliert, ab dem 20. Jahrhundert wurde es auch auf Formen der Umgangssprache in anderen Sprachen bezogen.
Slang kann spezifisch für eine regionale Variante des Englischen sein, z. B. das britische Slangwort bollocks ‚Unsinn‘. Britische Slangwörter können sich von amerikanischem Slang unterscheiden, wodurch es zu Missverständnissen kommen kann: Wenn eine Engländerin den amerikanischen Angestellten an der Rezeption des amerikanischen Hotels darum bittet, am nächsten Morgen geweckt zu werden, und dabei die für sie unverfänglichen Worte knock up ‚aufwecken‘ benutzt, so wird der Amerikaner konsterniert sein, da für ihn (to) knock up ein Slangausdruck für ‚(eine Frau) schwängern‘ ist und er ihn folglich mit ganz anderen Dingen assoziiert.
Weitere Beispiele für britischen Slang sind etwa die folgenden Wörter, die von Gangs im Arbeitermilieu in Glasgow in den 1960er Jahren verwendet wurden: crap-bag ‚Feigling‘, square-going ‚unbewaffneter Kampf‘ oder peter ‚Polizei‘ oder ‚Arrestzelle‘. Besonders bekannt ist der Cockney Rhyming Slang, eine Geheimsprache der Londoner Gauner des 19. Jahrhunderts, das bis heute verwendet wird:
| Slangwort       | Bedeutung     |
| --------------- | ------------- |
| bird lime       | time ‚Zeit‘   |
| bees and honey  | money ‚Geld‘  |
| Hampstead Heath | teeth ‚Zähne‘ |

## Received Pronunciation
Mit dem Begriff Received Pronunciation (RP) ‚allgemein anerkannte Aussprache‘ wird die Aussprache des britischen Englisch bezeichnet, die als der neutrale, nicht-regionale Akzent gebildeter Sprecher empfunden wird. Häufig wird RP mit Sprechern aus dem Südosten Englands assoziiert, die ihre Ausbildung an einer der englischen Public Schools genossen haben. RP ist ein Akzent, der mitunter auch als Queen’s English, King’s English oder Oxford English bezeichnet wird. Ein weiterer Begriff ist BBC English, denn lange hat die BBC in ihrer Einstellungspolitik darauf geachtet, Sprecher mit RP-Akzent zu bevorzugen.
Tatsächlich ist RP die Aussprache einer kleinen Minderheit in Großbritannien. Anfang des 21. Jahrhunderts wurde geschätzt, dass RP lediglich von 3–5 Prozent der Sprecher in England gesprochen wird, der Rest hat einen mehr oder weniger ausgeprägten regionalen Akzent. War Anfang des 20. Jahrhunderts RP noch der uneingeschränkte Standard, sind inzwischen moderat regionale Akzente akzeptabel und werden als sympathischer empfunden als der Oberklassenakzent RP. Sogar die BBC hat ihre Einstellungspolitik für Sprecher dahingehend gelockert.
RP unterscheidet sich von den regionalen Standards, die in Schottland, Wales und Irland gesprochen werden. Genau genommen ist RP ein Standard Südenglands, in Schottland z. B. ist Standard Scottish English die akzeptierte Norm, inzwischen auch in den Medien.
RP gilt trotz dieser Entwicklungen noch als Referenzsystem für die Dialekte auf den britischen Inseln, aber auch für die anderen Varietäten der englischen Sprache. In weiten Teilen Deutschlands und in den meisten anderen Ländern Europas bildet RP die Grundlage des englischen Fremdsprachenunterrichts.
Es wird zwischen verschiedenen RP-Aussprachevarietäten unterschieden: Conservative RP, General RP und Advanced RP.

### General Received Pronunciation
RP zeichnet sich hauptsächlich durch die folgenden charakteristischen Aussprachemerkmale aus:

Vokaltrapez mit Angabe der Zungenstellungen der Monophthonge in der General RP

- RP unterscheidet zwischen (geschlossenen) gespannten und (offenen) ungespannten Vokalen, deren Länge sich nach dem Konsonanten richtet, der ihnen folgt. Vor stimmhaften Konsonanten und Sonoranten sind sie länger, vor stimmlosen Konsonanten werden sie kurz ausgesprochen, ohne dabei ihre Lautqualität zu verändern. Die vorderen Vokale sind generell ungerundet, die hinteren Vokale gerundet und die zentralen Vokale werden mit neutraler Lippenhaltung gesprochen.
- Aussprache des /r/ nur in prävokalischen und intervokalischen Positionen.
- intrusives /r/: Einschub eines /r/ an Silbengrenzen, wo zwei Vokale aufeinander treffen. Beispiel: law and order, wo zwischen law und and ein /r/ gesprochen wird.
- Unterscheidung zwischen palatalem /l/ und velarem /l/.
- Keine Unterscheidung zwischen behauchtem und unbehauchtem /w/ (Kein Unterschied bei der Aussprache des /w/ zwischen whales und Wales).

Nur wenige – meist ältere – Menschen auf den britischen Inseln sprechen noch Conservative RP, einen Akzent, der sich durch eine äußerst distinguierte Artikulation auszeichnet. So wird behauchtes und unbehauchtes /w/ unterschieden; der Diphthong in home und der Vokal in lord werden geschlossener ausgesprochen als in der General RP.

### Advanced RPundEstuary English
Bereits Alfred C. Gimson, ein Schüler von Daniel Jones, konstatierte in den 1960er Jahren eine „moderne“ RP-Aussprache, die er Advanced RP nannte. RP war immer schon ein Akzent, der auf der Grundlage der südöstlichen Dialekte basierte. Advanced RP, der meist von jungen Leuten der höheren Schichten übernommen wurde, zeichnete sich nun dadurch aus, dass das gesamte Vokalsystem der von Daniel Jones beschriebenen Conservative RP offener wurde, indem die gesamte Artikulationsbasis offener wurde und letztlich nur eine Zentralisierung des gesamten Vokalsystems darstellte. Advanced RP war allerdings immer noch RP, und in den 1960er Jahren hörte man nun diese moderne Sprechart in wachsendem Maße auch in den Medien. Vor allen Dingen trug hierzu die Tatsache bei, dass das RP der „alten Leute“ und der „Reichen“ immer mehr als allzu sehr distinguiert (vornehm) und elitär empfunden wurde.
Da sich die südöstlichen Dialekte Englands generell durch eine offenere und laxere Aussprache auszeichneten, beinhaltete ein Advanced RP-Akzent die Tendenz, den Dialekten wie z. B. dem Cockney und dem Dialekt in Essex ähnlich zu werden. Der Vokal in good wurde entrundet und die Vokale in see und mood wurden nun leicht diphthongiert, während die Diphthonge selbst etwas gelängt wurden. Auch die Intonation des „RP“, die ohne Zweifel „südostenglisch“ war, tendierte immer mehr in Richtung der südöstlichen Dialekte.
Im Jahre 1984 prägte David Rosewarne, ein Englischlehrer, der Ausländer unterrichtete, den Begriff Estuary English, das er als eine Sprachvariante bezeichnete, die als eine Vermischung typisch südöstlicher Aussprachemerkmale mit RP beschrieben werden kann, also als eine Art Mittelding zwischen dem Londoner Akzent (Cockney) und RP. Es handelt sich hier genauer um eine Weiterentwicklung des Advanced RP und um einen Akzent, der den mit RP verbundenen Snobismus vermeidet und zunehmend von jüngeren Sprechern verwendet wird.
Die Merkmale des Estuary English sind:
- Knacklaut (Glottal Stop) als Ersatz für /t/ zwischen Vokal und Wortsilbengrenze.
- Ersetzung des dunklen /l/ durch /o/, L-Vocalization
- Ersetzung von /tj/ und /dj/ durch [tʃ] und [dʒ] (tune und dune werden wie [tʃuːn] und [dʒuːn] ausgesprochen).
- Die beiden für das Englische so typischen Dentallaute /θ/ und /ð/, schriftlich mit der Buchstabenkombination "th" wiedergegeben, werden von jüngeren Sprechern vermehrt labiodental als /f/ bzw. /v/ ausgesprochen. Diese Aussprachevariante, im englischsprachigen Raum als "Th-Fronting" bekannt, gilt jedoch immer noch als falsch und wird besonders in höheren Sprachregistern vermieden.

## Grammatik
Wie im Wortschatz gibt es nur wenige Unterschiede zwischen dem britischen Standardenglisch und anderen englischen nationalen Varietäten wie dem amerikanischen Englisch. Es gibt jedoch einige grammatische Konstruktionen, die eher für das britische Englisch typisch sind.
Dazu zählen unter anderem:
- Verwendung von have als Vollverb: Im britischen Englisch besteht beim Verb have in der Bedeutung von ‚haben‘, ‚besitzen‘ die Möglichkeit, zwischen Hilfsverb und Vollverb zu unterscheiden, so dass der Beispielsatz Has he (got) any children? (Hilfsverb + Partizip = ‚Hat er Kinder?‘), in dem es um einen andauernden Besitz geht, mit dem Beispielsatz Do you have a letter from her? (Vollverb = ‚Hast du einen Brief von ihr?‘) kontrastiert. Im amerikanischen Englisch wird in beiden Fällen eine Umschreibung mit (to) do bevorzugt.
- Unregelmäßige Verbformen: Das amerikanische Englisch hat im Vergleich zum britischen Englisch einige regelmäßige Verbformen wie burned, smelled, learned, während man in England burnt, smelt und learnt bevorzugt. Hingegen wird die in den USA häufig verwendete, unregelmäßige Verbform dove (von (to) dive) im Britischen nicht gebraucht.
- Abweichende Verwendung von shall: Im britischen Englisch wird für ‚sollen’ auch das Modalverb shall verwendet, also Where shall I put my bag?
- Artikel: Vor Bezeichnungen von Institutionen wird tendenziell der Artikel weggelassen, z. B. he goes to university oder she is in hospital.
- Abweichende Verwendung von Präpositionen: In einigen Fällen verwendet das britische Standardenglisch andere Präpositionen als das amerikanische Englisch, z. B. different to oder auch different from im Gegensatz zu AmE different than.

## Wortschatz
Der größte Teil des Wortschatzes im britischen Standardenglisch gehört zum common vocabulary core, d. h. man findet große Gemeinsamkeiten im Wortschatz in allen Varietäten des Englischen. Abweichungen zwischen dem britischen Englisch und anderen Varietäten des Englischen wie dem amerikanischen Englisch sind z. B. dadurch entstanden, dass andere Englischvarianten entweder obsolete oder Dialektformen beibehalten haben, die es im britischen Englisch nicht mehr gibt, wie z. B. fall im amerikanischen Englisch und autumn im britischen Englisch. Ferner haben viele nicht-britische Varianten des Englischen durch Entlehnungen aus anderen Sprachen Wörter in ihren Wortschatz aufgenommen, die es im britischen Englisch nicht gibt.
Ein kleiner Teil des Wortschatzes ist jedoch typisch für das britische Englisch, weil es für das Vereinigte Königreich spezifische Gegebenheiten beschreibt, so die comprehensive school ‚Gesamtschule‘, für die es z. B. im amerikanischen Englisch nur high school gibt, was aber kein genaues Äquivalent ist. Weitere Beispiele sind barrister ‚Rechtsanwalt, der das Recht hat, an höheren Gerichtshöfen zu sprechen‘, don ‚Universitätslehrer, speziell in Cambridge und Oxford‘ oder downs ‚niedrige, grasbewachsene Hügel, insbesondere Kreidehügel, wie im Süden Englands‘.
Durch die Verbreitung von Massenmedien wie z. B. amerikanischen Filmen in Großbritannien und anderen englischsprechenden Ländern gewinnt das amerikanische Englisch zunehmend Einfluss auf das britische Englisch, was sich auch im Wortschatz bemerkbar macht. So gibt es einige amerikanische Vokabeln, die die britischen Äquivalente inzwischen verdrängt haben, so z. B. radio (AE) statt ursprünglich BE wireless, AE sweater statt ursprünglich BE jumper oder AE soft drinks statt BE minerals.

## Beispiel
Das folgende Hörprobe ist ein Beispiel für einen Sprecher des britischen Englisch (Received Pronunciation):

### Britisches Englisch als englische Varietät

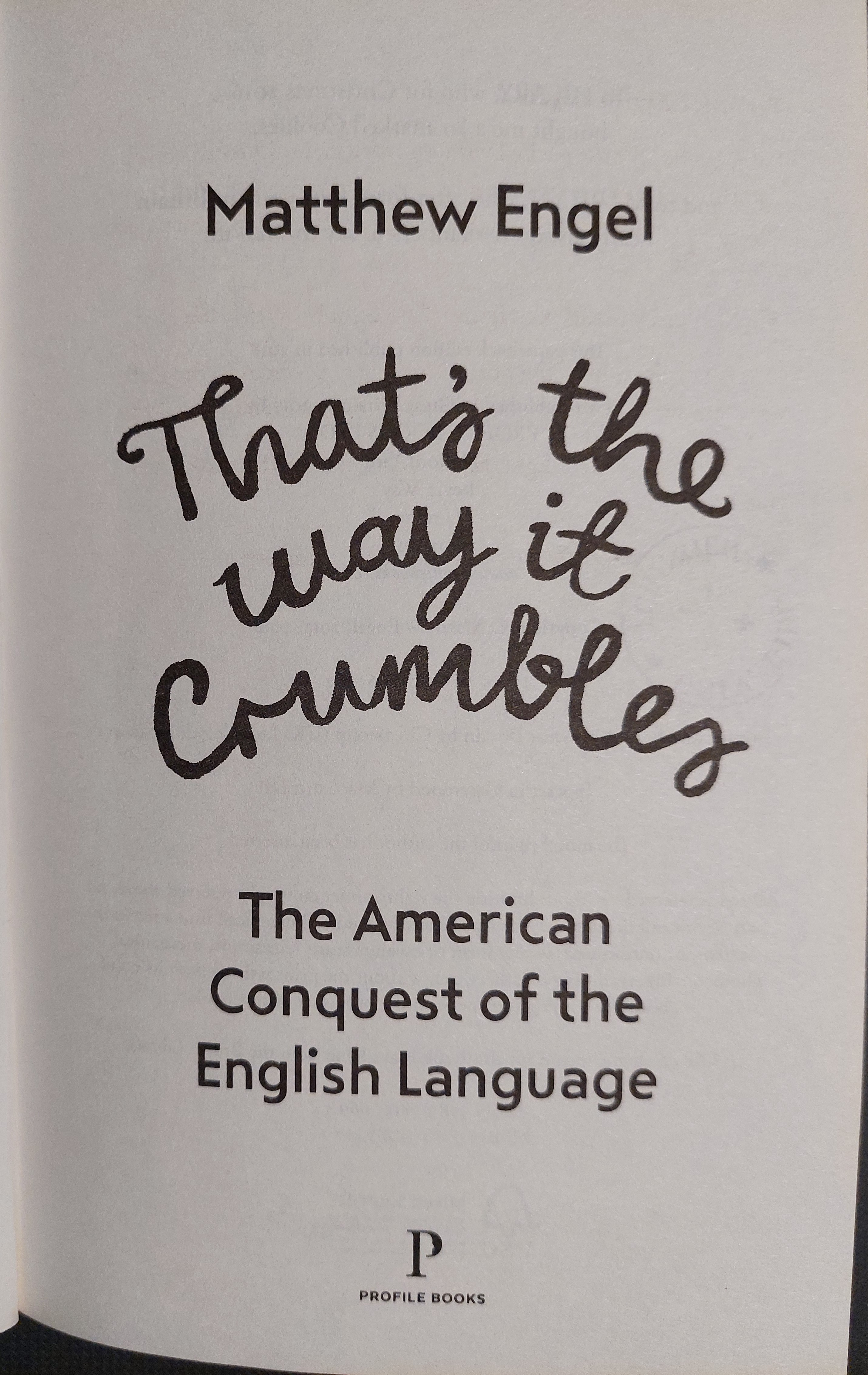
Matthew Engel (2018)

- Alexander Bergs, Laurel J. Brinton (Hrsg.): The History of English: Varieties of English. Walter de Gruyter, Berlin/Boston 2017, ISBN 978-3-11-052279-2.
- Klaus Hansen, Uwe Carls, Peter Lucko: Die Differenzierung des Englischen in nationale Varianten. Eine Einführung. Erich Schmidt, Berlin 1996, ISBN 3-503-03746-2.
- Bernd Kortmann, Clive Upton (Hrsg.): Varieties of English 1: The British Isles. Mouton de Gruyter, Berlin/New York 2008, ISBN 978-3-11-019635-1.
- Peter Trudgill, Jean Hannah: International English. A guide to the varieties of Standard English. 5. Auflage. Routledge, London/New York 2008, ISBN 978-0-340-97161-1.

### Aussprache
- Alan Cruttenden: Gimson’s Pronunciation of English. 2001, ISBN 0-340-75972-0.
- Arnold C. Gimson: An Introduction to the Pronunciation of English. 1980, ISBN 0-7131-6287-2.
- Daniel Jones: The Pronunciation of English. 1956, ISBN 0-521-09369-4.
- Daniel Jones: English Pronouncing Dictionary. 1998, ISBN 0-521-42586-7.

### Regionale und soziale Varianten
- Arthur Hughes, Peter Trudgill, Dominic Watt: English Accents and Dialects. 5. Auflage. Hodder Education, London 2012, ISBN 978-1-4441-2138-4.
- Peter Trudgill: The Dialects of England. Basil Blackwell, Oxford 1990, ISBN 0-631-13917-6.
- Peter Trudgill: Language in the British Isles. Cambridge University Press, Cambridge 1984, ISBN 0-521-24057-3.

### Slang
- Julie Coleman (Hrsg.): Global English Slang. Methodologies and Perspectives. Routledge, London/New York 2014, ISBN 978-0-415-84268-6.
- Jonathon Green: Language! 500 Years of the Vulgar Tongue. Atlantic Books, London 2014, ISBN 978-1-84887-898-3.